# Lilian Brandt
Pour les articles homonymes, voir Brandt.
Lilian Brandt, née le 15 mai 1873 à Indianapolis et morte le 4 juin 1951, est une auteure, historienne, philanthrope et réformatrice sociale américaine. Elle est connue pour son implication dans des projets liés à l'aide sociale, en particulier ses ouvrages qui compilent et interprètent des informations statistiques et factuelles à l'intention des travailleurs sociaux. Elle est également historienne de la Fondation Russell Sage.

## Biographie
Lilian Brandt naît le 15 mai 1873 à Indianapolis. Elle est diplômée du Wellesley College, où elle obtient également un master's degree en économie et en histoire en 1901. On dit que ses études supérieures l' amène à s'intéresser non plus aux sciences humaines, mais aux sciences sociales pratiques et aux réformes. Sa thèse intitulée The Negroes of Saint-Louis : A Statistical Study est publiée plus tard par la Société américaine de statistique,.
Après avoir terminé ses études de premier cycle, elle commence à enseigner l'histoire et les langues classiques dans différents collèges. Ses premiers travaux sur le bien-être social attirent l'attention d'Edward T. Devine, qui la nomme en 1902 secrétaire du Bureau des statistiques du travail de la Charity Organization Society. Elle est également membre de la College Settlements Association, un groupe d' « étudiantes » intéressées par le travail d'établissement social. Lilian Brandt sert de mentor à sa collègue réformatrice sociale Mary van Kleeck à New York avant la Première Guerre mondiale.
Lilian Brandt meurt le 4 juin 1951.

## Travaux
Negroes of St. Louis: A Statistical Study est considéré comme l'une des œuvres les plus remarquables de Lilian Brandt en raison de ses conclusions novatrices. Dans cette étude, elle explore la question de la pauvreté chez les Afro-Américains. L'une de ses conclusions  révèle que les entrepreneurs noirs ont tendance à attirer, fermer et cibler les personnes de leur propre race . Parmi les autres ouvrages connexes traitant directement de la pauvreté, citons The Causes of Poverty (1908), qui met en évidence les hypothèses expliquant les différences persistantes dans la conceptualisation de la pauvreté ainsi que les conséquences de ces différences d'orientations théoriques.
Lilian Brandt travaille également comme statisticienne pour le comité de prévention de la tuberculose de la New York Charity Organization Society. Au cours de cette période, elle publie deux études pionnières, The Social Aspects of Tuberculosis et Facts about Tuberculosis. Ces publications identifient les facteurs socio-économiques qui contribuent à la persistance de la maladie . Elle suggère également que les données recueillies dans de nombreuses grandes villes américaines sous-estiment les taux de mortalité dus à la tuberculose.